# Казе Инчензо (Катанцаро)
Казе Инчензо је насеље у Италији у округу Катанцаро, региону Калабрија.
Према процени из 2011. у насељу је живело 421 становника. Насеље се налази на надморској висини од 608 м.